# سباق باريس روبيه 1946
طواف باريس 1946 هو سباق دراجات هوائية أقيم بتاريخ 21 أبريل، تكون السباق من مرحلة واحدة، وامتدّ لمسافة 246 كم، وبسرعة 34.054 كم/س، استغرق السباق 7 ساعات و13 دقيقة و25 ثانية.